# Actinostrobus
Genre
Classification phylogénétique
Actinostrobus est un genre de conifères de la famille des Cupressaceae.
Le genre possède trois espèces, toutes endémiques du sud-ouest de l'Australie-Occidentale :
- Actinostrobus acuminatus
- Actinostrobus arenarius
- Actinostrobus pyramidalis

## Description
Ce sont des petits arbres atteignant 3 à 8 mètres de haut. Les feuilles, vivaces, sont de deux formes: les feuilles jeunes sont des aiguilles de 10 à 20 millimètres de long tandis que les feuilles adultes sont des écailles de 2 à 8 millimètres.
Les fleurs mâles, petites, mesurent 3 à 6 millimètres de long et sont situées aux extrémités des branches. Les fleurs femelles, très discrètes au départ, arrivent à maturité en 18 à 20 mois et forment une galle en boule de 10 à 20 millimètres de diamètre, avec six écailles. Les cones restent fermés pendant plusieurs années ne s'ouvrant qu'après un feu de forêt: les graines tombent alors sur un sol débarrassé de sa végétation et plus riches en nutriments.
Le genre le plus proche est le genre Callitris, dont les arbres sont plus grands, plus répandus en Australie et ont des cônes différents.